# El baile de los 41
El baile de los 41 és una pel·lícula mexicana dirigida per David Pablos, escrita per Monika Revilla i produïda per Pablo Cruz. Retrata els fets de la famosa batuda policial en el que despectivament es va dir ball d'invertits, succeïda en 1901 durant el Porfiriato, popularment coneguda com el ball dels quaranta-un. La pel·lícula la protagonitzen Alfonso Herrera com Ignacio de la Torre y Mier, el gendre homosexual del president de Mèxic Porfirio Díaz, Mabel Cadena com Amada Díaz, la seva filla il·legítima i Emiliano Zurita (fill de Christian Bach) com a amant de ficció d'Ignacio, Evaristo Rivas.

## Argument
Basat en el ball dels quaranta-un, que va ser un escàndol de la societat al Mèxic de principis del segle xx. L'incident va girar al voltant d'una incursió policial il·legal realitzada el 17 de novembre de 1901 en una casa particular de la Ciutat de Mèxic. L'escàndol va implicar el grup d'homes que hi van assistir, 19 dels quals anaven vestits de dona. Malgrat els esforços del govern per silenciar l'incident, la premsa va tenir ganes d'informar de l'incident, ja que els participants pertanyien als nivells més alts de la societat (inclòs el gendre del president de Mèxic). Aquest escàndol va ser únic perquè va ser la primera vegada que es parlava obertament de l'homosexualitat als mitjans mexicans i va tenir un impacte durador en la cultura mexicana.

## Repartiment
- Alfonso Herrera com Ignacio de la Torre y Mier.
- Mabel Cadena com Amada Díaz.
- Emiliano Zurita com Evaristo Rivas.
- Fernando Becerril com Porfirio Díaz.
- Paulina Álvarez Muñoz com Luz Díaz.

## Locacions
La pel·lícula es va rodar en la Ciutat de Mèxic i Guadalajara a la fi del 2019. Algunes locacions inclouen la Casa Rivas Mercado, el bar "La Ópera" i el Museo Nacional de Arte (Munal), així com el temple de Santo Domingo de Guzmán a la Ciutat de Mèxic. Molts dels exteriors es van filmar en carrers de la zona metropolitana de Guadalajara.

## Estrena i distribució
La primera funció pública de la pel·lícula va ser l'1 de novembre de 2020 amb motiu de la clausura del Festival Internacional de Cinema de Morelia. La divuitena edició del festival va seguir un estricte protocol de sana distància a causa de la pandèmia de COVID-19 a Mèxic.
La premiere per al públic general a Mèxic va ser el 19 de novembre en sales Cinépolis. Quant a pel·lícules mexicanes estrenades en l'era-Covid, El baile de los 41 va ser la segona pel·lícula més taquillera a Mèxic col·locant-se en el top 10 taquiller de 2020 de cinema mexicà.

## Premis i nominacions
| Any  | Premi       | Categoria                   | Nominat(s)                           | Resultat   | Ref.                 |
| ---- | ----------- | --------------------------- | ------------------------------------ | ---------- | -------------------- |
| 2021 | Premi Ariel | Millor pel·lícula           | Pablo Cruz i Arturo Sampson          | Nominats   | [ 11 ] [ 12 ] [ 13 ] |
| 2021 | Premi Ariel | Millor direcció             | David Pablos                         | Nominat    | [ 11 ] [ 12 ] [ 13 ] |
| 2021 | Premi Ariel | Millor actor                | Alfonso Herrera                      | Guanyador  | [ 11 ] [ 12 ] [ 13 ] |
| 2021 | Premi Ariel | Millor actriu               | Mabel Cadena                         | Nominada   | [ 11 ] [ 12 ] [ 13 ] |
| 2021 | Premi Ariel | Millor coactuació masculina | Emiliano Zurita                      | Nominat    | [ 11 ] [ 12 ] [ 13 ] |
| 2021 | Premi Ariel | Millor fotografia           | Carolina Costa                       | Nominada   | [ 11 ] [ 12 ] [ 13 ] |
| 2021 | Premi Ariel | Millors efectes especials   | Ricardo Arvizu                       | Nominat    | [ 11 ] [ 12 ] [ 13 ] |
| 2021 | Premi Ariel | Millors efectes visuals     | Ànima Cabrián i John Castro          | Nominat    | [ 11 ] [ 12 ] [ 13 ] |
| 2021 | Premi Ariel | Millor disseny d'art        | Daniela Schneider                    | Guanyadora | [ 11 ] [ 12 ] [ 13 ] |
| 2021 | Premi Ariel | Millor maquillatge          | Alfredo "Tigre" Mora                 | Guanyador  | [ 11 ] [ 12 ] [ 13 ] |
| 2021 | Premi Ariel | Millor vestuari             | Kika Lopes                           | Guanyadora | [ 11 ] [ 12 ] [ 13 ] |
| 2021 | Premi Ariel | Millor música original      | Carlo Ayhllón i Andrea Balency-Béarn | Nominat    | [ 11 ] [ 12 ] [ 13 ] |